# Les Compagnons d'Ulysse (roman)
Les Compagnons d'Ulysse est un roman de Pierre Benoit publié chez Albin Michel en 1937. Il est dédié à Franz Lehar.

## Résumé
L'histoire se déroule en Amérique du Sud dans une petite République imaginaire, la République d'Arequipa, coincée entre deux puissants voisins, la Colombie et le Venezuela. L'action se passe dans la ville de Las Palmas où sont cantonnés les "Corcovados" devenus le 3e régiment de lanciers, héros de la première guerre de libération du pays menée contre ses puissants voisins. Ils étaient commandés par le Colonel Don Manrique Ruiz, devenu généralissime et surtout héros national, surnommé "El Salvador". 
Du fait de la fin de la guerre, de l'inaction et du temps, la discipline de ce régiment se délite et surtout passe sous la coupe de Dona Angelica, ancienne demi-mondaine devenue propriétaire de l'hôtel de la ville "Tra Los Montes", lieu de plaisir. Le Général Ruiz tente bien de redresser la situation, mais, pour son malheur, tombe également sous le charme de Dona Angelica, le type même de la femme fatale. 
Une deuxième guerre se déclare. Le 3e régiment de lanciers retrouve toute sa place et devient le fer de lance des forces armées d'Arequipa. Il combat avec bravoure et remporte la victoire sur les forces colombiennes, au prix de lourdes pertes. Dona Angelica, émue par les souffrances de ses amis du 3e Lanciers, lègue son hôtel au Régiment pour accueillir les blessés et les anciens soldats.